# Octave Terrienne
Octave Terrienne (Bouvron, 9 settembre 1902 – Marsiglia, 4 marzo 1994) è stato un missionario e vescovo cattolico francese, delle Isole Gilbert ed Ellice.

## Biografia
Abbracciò la vita religiosa tra i Missionari del Sacro Cuore di Gesù: emise la sua professione l'8 dicembre 1925 e fu ordinato prete il 27 gennaio 1929.
Inviato nelle isole Gilbert, nel 1935 divenne superiore della missione. Fu nominato vicario apostolico, con la dignità di vescovo di Menelaite, il 2 dicembre 1937, diventando il più giovane vescovo del mondo cattolico.
Trasferì la sede del vicariato a Tabiteuea (Tanaeang nell’attuale Tabiteuea Nord), invece di Ocean Island, allora capoluogo della colonia.
Nel 1952 fondò la congregazione indigena delle Suore di Santa Teresa del Bambin Gesù, che si fuse in seguito con l'istituto delle Figlie di Nostra Signora del Sacro Cuore.
Lasciò la guida della missione per motivi di salute nel 1961 e si ritirò in patria, dove si spense.
Prese parte al Concilio Vaticano II.

## Genealogia episcopale
La genealogia episcopale è:
- Cardinale Guillaume d'Estouteville, O.S.B. Clun.
- Papa Sisto IV
- Papa Giulio II
- Cardinale Raffaele Riario
- Papa Leone X
- Papa Clemente VII
- Cardinale Antonio Sanseverino, O.S.Io. Hier.
- Cardinale Giovanni Michele Saraceni
- Papa Pio V
- Cardinale Innico d'Avalos d'Aragona, O.S. Iacobi
- Cardinale Scipione Gonzaga
- Patriarca Fabio Biondi
- Papa Urbano VIII
- Cardinale Cosimo de Torres
- Cardinale Francesco Maria Brancaccio
- Vescovo Miguel Juan Balaguer Camarasa, O.S.Io. Hier.
- Papa Alessandro VII
- Cardinale Neri Corsini
- Vescovo Francesco Ravizza
- Cardinale Veríssimo de Lencastre
- Arcivescovo João de Sousa
- Vescovo Álvaro de Abranches e Noronha
- Cardinale Nuno da Cunha e Ataíde
- Cardinale Tomás de Almeida
- Cardinale João Cosme da Cunha, O.R.C.
- Arcivescovo Francisco da Assunção e Brito, O.E.S.A.
- Vescovo Alexandre de Gouveia, T.O.R.
- Vescovo Caetano Pires Pereira, C.M.
- Vescovo Gioacchino Salvetti, O.F.M. Obs.
- Vescovo Giuseppe Maria Rizzolati, O.F.M. Ref.
- Arcivescovo Théodore-Augustin Forcade, M.E.P.
- Cardinale Jean-Pierre Boyer
- Vescovo Félix-Auguste Béguinot
- Arcivescovo Jean-Augustin Germain
- Cardinale Pierre-Paulin Andrieu
- Cardinale Louis-Joseph Maurin
- Arcivescovo Louis-Joseph Fillon
- Vescovo Jean-Joseph-Léonce Villepelet
- Vescovo Octave Terrienne, M.S.C.